# Компанії керування активами України
Згідно з даними Української Асоціації Інвестиційного Бізнесу в Україні станом на серпень 2012 року діють 346 Компаній Керування Активами. 

## Перелік ККА, що працюють
Тут наведено список топ 100 найбільших ККА України за вартістю чистих активів, (англ. net asset value) в управлінні фонду (включаючи як публічні, так і приватні фонди) станом на серпень 2012 року, агрегований з використанням інформації доступної на сайті Національної комісії з цінних паперів та фондового ринку та Української Асоціації Інвестиційного Бізнесу а також взятої з українських фінансових сайтів finance.ua/ua/, ua.prostobank.ua, fundmarket.ua та investfunds.ua :
| Місце | Назва ККУ                                 | Вартість чистих активів (ВЧА) в управлінні (грн.) | Рік заснування                           | Тип компанії | Головний офіс   |
| ----- | ----------------------------------------- | ------------------------------------------------- | ---------------------------------------- | ------------ | --------------- |
| 1     | ККА ITT-Менеджмент                        | 830,496,933.88                                    | 1995                                     | ПрАТ         | Київ            |
| 2     | ККА Фінекс Капітал                        | 548,071,068.96                                    | 2003                                     | ТОВ          | Харків          |
| 3     | ККА KINTO                                 | 255,563,787.19                                    | 1992                                     | ПАТ          | Київ            |
| 4     | ККА OTP Capital                           | 149,822,525.85                                    | 2007                                     | ПАТ          | Київ            |
| 5     | ККА Investment Capital Ukraine, (ICU)     | 112,403,539.38                                    | 2006                                     | ПАТ          | Київ            |
| 6     | ККА TACK                                  | 61,663,942.27                                     | 2006                                     | ТОВ          | Київ            |
| 7     | ККА Raiffeisen Aval                       | 43,177,634.45                                     | 2008                                     | ТОВ          | Київ            |
| 8     | ККА УкрСиб Ессет Менеджмент               | 27 885 699.56                                     | 2003                                     | ПАТ          | Київ            |
| 9     | ККА Citadele Asset Management Ukraine     | 24,491,207.70                                     | 2004                                     | ПАТ          | Київ / Рига     |
| 10    | ККА Dragon Asset Management               | 21,504,357.00                                     | 2006                                     | ЗАТ          | Київ            |
| 11    | ККА ПІОГЛОБАЛ                             | 13,806,989.78                                     | 2004                                     | ПАТ          | Київ            |
| 12    | ККА Амадеус                               | 13,210,470.58                                     | 2005                                     | ЗАТ          | Київ            |
| 13    | ККА Абсолют Ессет Менеджмент              | 12,276,634.85                                     | 1995                                     | ТОВ          | Київ            |
| 14    | ККА Спарта                                | 10,434,532.76                                     | 2005                                     | ЗАТ          | Київ            |
| 15    | ККА СЕБ Ессет Менеджмент Україна          | 7,898,821.89                                      | 2005                                     | ПуАТ         | Київ            |
| 16    | ККА Concorde Asset Management             | 6,260,055.24                                      | 2007                                     | ТОВ          | Київ            |
| 17    | ККА Дельта-Капітал                        | 5,957,962.72                                      | 2006                                     | ТОВ          | Київ            |
| 18    | ККА Універ Менеджмент                     | 5,957,962.72                                      | 2005                                     | ТОВ          | Київ            |
| 19    | ККА АРТ-Капітал Менеджмент                | 5,444,869.10                                      | 2005                                     | ТОВ          | Київ            |
| 20    | ККА Altus Assets Activities               | 5,380,255.44                                      | 2005                                     | ТОВ          | Дніпропетровськ |
| 21    | ККА Всесвіт                               | 5,010,609.19                                      | 2004                                     | ТОВ          | Київ            |
| 22    | ККА Упі Капітал                           | 4,468,699.57                                      | 2010                                     | ТОВ          | Дніпропетровськ |
| 23    | ККА Eavex Asset Management (Сінком)       | 3,189,676.84                                      | 2007                                     | ПАТ          | Київ            |
| 24    | ККА Діамант Інвест Менеджмент             | 2,561.641.03                                      | 2006                                     | ПАТ          | Київ            |
| 25    | ККА Тройка Діалог Україна                 | 1,883,548.16                                      | 2007                                     | ТОВ          | Київ            |
| 26    | ККА Співдружність Ессет Менеджмент        | 1,251,911.87                                      | 2009                                     | ПАТ          | Херсон          |
| 27    | ККА Мілленіум Ессет Менеджмент            | 547,645.00                                        | 2002                                     | ПАТ          | Київ            |
| 28    | ККА Бонум Груп                            | 468,551.84                                        | 2005                                     | ТОВ          | Київ            |
| 29    | ККА Брокбізнесінвест                      | 119,130.81                                        | 1995                                     | ПрАТ         | Київ            |
| ?     | ККА Foyil Asset Management Ukraine        | ?                                                 | 1996 (компанія власник) 2006 (в Україні) | ЗАТ          | Київ            |
| ?     | ККА Ініціатива                            | ?                                                 | 2004                                     | ЗАТ          | Київ            |
| ?     | ККА Експерт Ессет Менеджмент (вже не діє) | ?                                                 | ?                                        | ТОВ          | Чернігів        |
| ?     | ККА Славутич-інвест                       | ?                                                 | 2004                                     | ПрАТ         | Запоріжжя       |
| ?     | ККА Гарантія-інвест                       | ?                                                 | 2004                                     | ЗАТ          | Київ            |
| ?     | ККА Ліко-Інвест                           | ?                                                 | 2005                                     | ЗАТ          | Київ            |
| ?     | ККА Альтера Ессет Менеджмент              | ?                                                 | 2000                                     | ПАТ          | Київ / Донецьк  |
| ?     | ККА Київська ККА                          | ?                                                 | 2005                                     | ТОВ          | Київ            |
| ?     | ККА Magister                              | ?                                                 | 2006                                     | ТОВ          | Київ            |
| ?     | ККА Національний резерв                   | ?                                                 | 1994                                     | ТОВ          | Київ            |
| ?     | ККА Перевесло                             | ?                                                 | 2005                                     | ТОВ          | Київ            |
| ?     | ККА Валпрім                               | ?                                                 | 2005                                     | ТОВ          | Київ            |
| ?     | ККА NiKO                                  | ?                                                 | 2006                                     | ТОВ          | Київ            |
| ?     | ККА Aktiv-Invest                          | ?                                                 | 2008                                     | ТОВ          | Київ            |